# Отиване към Голгота (Полидоро да Караваджо)
„Отиване към Голгота“ (на италиански: Andata al Calvario) е картина на италианския художник Полидоро да Караваджо от 1534 г. Картината (310х247 cm) е изложена в Зала 72 на Национален музей „Каподимонте“, Неапол (Италия). Използваната техника е маслени бои върху дърво.

## История
През 1530 г. Полидоро да Караваджо получава поръчка от Пиетро Ансалоне (консул на Каталонското братство) за изработка на картина, необходима за църквата „Сантисима Анунциата дей Каталони“ в Месина, Сицилия. Намерението на клиента е да бъде създадена картина- алтернатива на друга творба на същата тема, известна като Сицилианско мъка (Lo Spasimo di Sicilia) или Изкачването към Голгота, нарисувана от Рафаело Санцио през 1517 г. за църквата „Санта Мария дело Спазимо“ в Палермо и по-късно преместена в музея Прадо в Мадрид. Полидоро да Караваджо завършва творбата си през 1534 г., като постига такъв голям успех, че през същата година бива възпята в книга в стихове на Коладжакомо ди Алибрандо Мъката на Дева Мария. По-късно картината е прехвърлена в Неапол, за да бъде изложена в Музей „Каподимонте“.

## Описание
Според Джорджо Вазари картината е шедьовърът на Полидоро да Караваджо.
Творбата е вдъхновена от моделите на Рафаело, учител на художника, както е видно от хроматичната свобода и стремителното мацване с четката. Изкачването на Исус до Голгота е изобразено в нещо като процесия: на преден план, в центъра на сцената, е Исус с обезумяло и страдащо лице, който пада под тежестта на кръста, заобиколен от двама мъже които трябва да го вдигнат. В десния ъгъл долу е изобразена Мария Магдалина, която се моли, а над нея Вероника, показваща кърпата, използвана за изсушаване на Исус и върху която е отпечатано лицето му. От лявата страна обаче има припадналата Дева Мария, заобиколена от Трите Марии и над нея Йоан Богослов. На заден план, вляво, поредица от герои, които присъстват на сцената, докато вдясно, по-надолу има войници, водещи други осъдени, а по-нагоре, на скала – град със сгради с класическа архитектура.